# 2741 Valdivia
A 2741 Valdivia (ideiglenes jelöléssel 1975 XG) a Naprendszer kisbolygóövében található aszteroida. Carlos Torres és S. Barros fedezte fel 1975. december 1-én.